# Amore e altri disastri
Amore e altri disastri (Love and Other Disasters) è un film del 2006 scritto e diretto da Alek Keshishian.
La pellicola, una commedia dai risvolti romantici, ha per protagonisti Brittany Murphy e Matthew Rhys. In un cameo appaiono Gwyneth Paltrow e Orlando Bloom. Il film è stato presentato al Toronto International Film Festival e al 22º London Gay and Lesbian Film Festival.

## Trama
Londra. Emily "Jacks" Jackson lavora per Vogue, vive con il miglior amico, l'omosessuale Peter Simon, sceneggiatore in cerca del grande amore, e s'incontra con James, ex ragazzo con cui rifiuta una relazione stabile, ma vuole solo continuare ad andarci a letto. Jacks conosce Paulo, assistente fotografo argentino, e pensa di presentarlo a Peter, ma questi è preso alla ricerca di tal David Williams, per il quale ha avuto un colpo di fulmine.